# Guillaume Dubois
Guillaume Dubois (Brive, 6 settembre 1656 – Versailles, 10 agosto 1723) è stato un cardinale e arcivescovo cattolico francese.

## Biografia
Figlio di un farmacista-medico, d'illustre famiglia, frequentò la scuola di Brive "Fratelli della dottrina cristiana", dove ricevette la tonsura all'età di tredici anni.
Nel 1672, avendo terminato il suo corso di filosofia, gli fu dato l'insegnamento presso il collegio Saint Michel di Parigi, da Jean marchese di Pompadour e tenente-generale del Limosino. Il preside del collegio, l'abate Antoine Faure, che era suo compaesano, gli divenne molto amico e continuò ad esserlo anche molti anni dopo che ebbe finito il suo insegnamento. Grazie all'aiuto del preside del collegio ottenne il posto di tutore del giovane duca di Chartres, poi duca d'Orléans (Filippo d'Orléans).
Astuto, ambizioso e privo di scrupoli, i suoi detrattori lo definiscono come corruttore di giovani. Si guadagnò la simpatia di Luigi XIV convincendo il suo allievo a convolare a nozze con Mademoiselle de Blois, figlia naturale legittimata del re; per tale servigio gli fu concessa la commenda dell'abbazia di Saint-Just-en Chaussée in Piccardia.
Egli fu presente, con il suo pupillo Filippo, alla battaglia di Steinkirk dove si disse che si comportò da granatiere. Fu poi inviato presso l'ambasciata francese a Londra dove ebbe un ruolo molto attivo per la ricomposizione dei contrasti, tanto che fu richiamato dallo stesso ambasciatore successivamente. Egli comunque era concentrato ad accrescere la sua reputazione presso il re. Quando il duca d'Orléans divenne reggente (1715), Dubois che era stato impiegato presso la sua segreteria, divenne consigliere di stato e lentamente i pieni poteri passarono nelle sue mani. La sua politica fu fermamente finalizzata a mantenere le condizioni del trattato di Utrecht, per questo divenne il principale oppositore al cardinale Giulio Alberoni che lavorava invece per gli interessi della Spagna. Per contrastare le mosse di Alberoni, egli suggerì l'alleanza con l'Inghilterra e nonostante le difficoltà si impegnò per la Triplice Alleanza del 1717.
Nel 1719 inviò un esercito contro la Spagna che aveva invaso la Sardegna, e forzò il re spagnolo Filippo V a destituire il cardinale Alberoni. Per il resto la sua politica fu tendenzialmente pacifica. I suoi successi però portarono a farlo odiare da una larga parte della corte. Gli onori politici non lo soddisfecero abbastanza. La Chiesa gli offrì i territori più remunerativi. Nonostante il suo comportamento immorale, richiese ed ottenne (1720) l'arcivescovato di Cambrai, il più ricco di Francia. La sua richiesta era appoggiata da Giorgio I oltre che dal reggente.
In un giorno solo gli furono conferiti tutti gli ordini religiosi. Mentre lo stesso predicatore Massillon prese parte alle cerimonie.
Il suo successivo obiettivo era il cardinalato, che dopo lunghi ed estenuanti negoziati con papa Clemente XI, gli fu conferito da papa Innocenzo XIII che sembra abbia avuto dei debiti per la sua elezione nei confronti di Dubois. Non ebbe tuttavia mai un titolo cardinalizio, né la berretta rossa.
L'anno dopo egli fu nominato primo ministro. Subito dopo fu invitato all'Accademia di Francia e fu nominato presidente dell'assemblea del clero francese. Quando Luigi XV divenne maggiorenne, Dubois rimase primo ministro. Egli aveva accumulato un'immensa fortuna mentre possedeva anche sette commende di abbazie.
Guillaume Dubois, oltre che svolgere attività che ricadevano nell'ambito più prettamente politico, fu procacciatore di oggetti d'arte del reggente. In particolare, ben conoscendo con quanta profusione di energie e denaro il duca d'Orléans si dedicasse all'esercizio del collezionismo, il Dubois riuscì a procuragli non pochi dipinti di notevole fattura, tra i quali si inserisce la seconda serie dei Sacramenti che Nicolas Poussin dipinse fra il 1644 e il 1648 per Paul Fréart de Chantelou (oggi a Edimburgo, National Galleries of Scotland). Anche l'’occorrenza degli sponsali della figlia del reggente Carlotta Aglaia con Francesco III d'Este fornì al Dubois l'occasione di unire politica e arti figurative in un gioco sofisticato che portò al duca d'Orléans esiti apprezzabili nell'uno e nell'altro ambito. Attraverso questo matrimonio Dubois ottenne infatti dal duca Rinaldo I d’Este, padre di Francesco, un gruppo di quadri della galleria di Modena che confluì successivamente nella collezione di pitture del reggente.

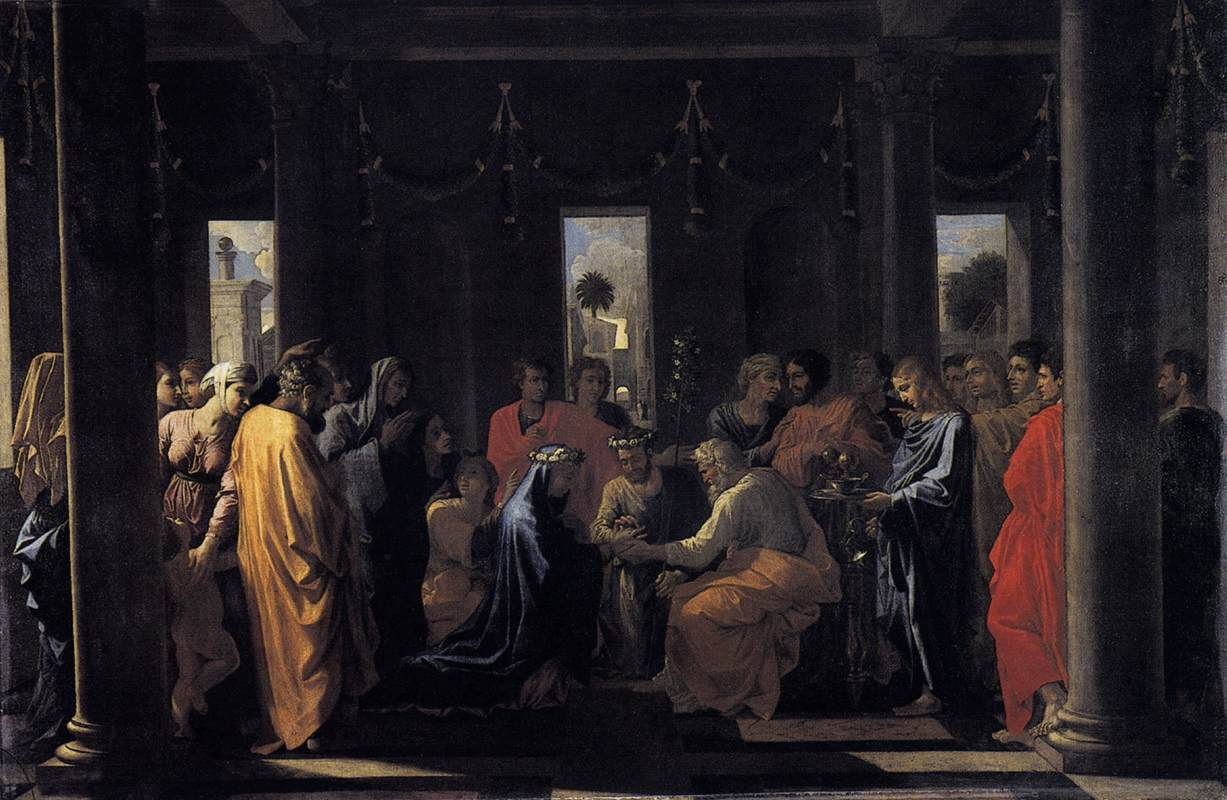
Nicolas Poussin, Il Matrimonio, Edimburgo, National Galleries of Scorland

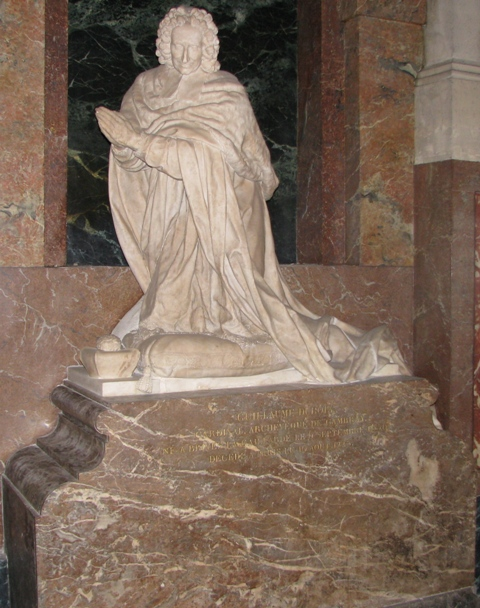
Guillaume Coustou, Monumento funebre del cardinale Dubois, chiesa di San Rocco a Parigi.

La sua salute fu minata dal suo stile di vita immorale e fu necessario intervenire chirurgicamente, ma egli morì quasi subito, il 10 agosto 1723 a Versailles.
Si disse che nonostante la sua vita dissoluta abbia saputo dare alla Francia un periodo di pace e prosperità dopo le guerre di Luigi XIV.
La sua salma fu inumata nella chiesa di Saint-Honoré a Parigi, ma fu distrutta nel 1792, durante la Rivoluzione. La tomba del cardinale Dubois fu trasportata qualche tempo dopo nella chiesa di San Rocco a Parigi, dove si trova tuttora.

## Genealogia episcopale
La genealogia episcopale è:
- Cardinale Guillaume d'Estouteville, O.S.B.Clun.
- Papa Sisto IV
- Papa Giulio II
- Cardinale Raffaele Sansone Riario
- Papa Leone X
- Papa Paolo III
- Cardinale Francesco Pisani
- Cardinale Alfonso Gesualdo di Conza
- Papa Clemente VIII
- Cardinale Pietro Aldobrandini
- Cardinale Laudivio Zacchia
- Cardinale Antonio Barberini, O.F.M.Cap.
- Cardinale Marcantonio Franciotti
- Cardinale Giambattista Spada
- Cardinale Carlo Pio di Savoia
- Arcivescovo Ercole Visconti
- Cardinale Wilhelm Egon von Fürstenberg
- Cardinale Armand-Gaston-Maximilien de Rohan de Soubise
- Cardinale Guillaume Dubois